# 高峰村
高峰村（たかみねむら）は、神奈川県の中央部に位置した愛甲郡にかつてあった村である。1955年1月15日に愛川町(旧)と合併し、愛川町となった。

## 歴史
- 1889年4月1日 - 町村制が施行。角田村と三増村が合併し高峰村となった。
- 1955年1月15日 - 愛川町(旧)と合併、愛川町となった。